# John Stewart (musicien)
Pour les articles homonymes, voir John Stewart et Stewart.
John Stewart (né le 5 septembre 1939, mort le 19 janvier 2008) était un compositeur et chanteur américain. Il était connu pour ses contributions en musique folk durant les années 1960 alors qu'il était membre de The Kingston Trio (1961-1967). Il fut l'auteur du tube Daydream Believer interprété par The Monkees.

## Albums
- 1968: Signals through the Glass avec Buffy Ford
- 1969: California Bloodlines
- 1970: Willard
- 1971: Lonesome Picker Rides Again
- 1972: Sunstorm
- 1973: Cannons in the Rain
- 1974: Phoenix Concerts Live-Album (réédité en 1990,The Complete Phoenix Concerts)
- 1975: Wingless Angels
- 1977: Fire in the Wind
- 1979: Bombs Away Dream Babies
- 1980: Dream Babies go Hollywood
- 1980: Forgotten Songs
- 1982: Blondes
- 1984: Trancas
- 1987: Punch the Big Guy
- 1990: American Sketches
- 1990: Neon Beach - Live 1990, album live
- 1991: Deep in the Neon - Live at McCabe's, album live
- 1992: Bullets in the Hourglass
- 1994: Chilly Winds
- 1995: Airdream Believer
- 1996: The last Campaign
- 1996: The Trio Years
- 1996: Live at the Turf Inn Scotland, album live avec Buffy Ford
- 1997: Rough Sketches from Route 66
- 1998: Bandera Live-Album
- 1998: Teresa and the lost Songs
- 1999: John Stewart and Darwin's Army
- 2000: Wires from the Bunker (enregistré entre 1983 et 1985)
- 2003: Havana
- 2007: The Day the River sang